# Ripalimosani
Ripalimosani község (comune) Olaszország Molise régiójában, Campobasso megyében.

## Fekvése
A megye központi részén fekszik. Határai: Campobasso, Castropignano, Limosano, Matrice, Montagano és Oratino.

## Története
A település első említése 1311-ből származik. A következő századokban nemesi birtok volt. A 19. században nyerte el önállóságát, amikor a Nápolyi Királyságban felszámolták a feudalizmust.

## Népessége
A népesség számának alakulása:

## Főbb látnivalói
- Palazzo Ducale
- San Pietro Celestino-templom
- Beata Vergine Assunta-templom
- Santa Maria della Neve-templom
- Santa Lucia-templom